# Droga wojewódzka nr 732
Droga wojewódzka nr 732 (DW732) – droga wojewódzka w województwie mazowieckim o długości 16,8 km łącząca Stary Gózd z Przytykiem.
Miejscowości leżące przy trasie DW732:
- Stary Gózd (S7)
- Nowy Kiełbów
- Stary Kiełbów
- Stara Błotnica
- Siemiradz
- Osów
- Tursk
- Kaszów
- Kaszewska Wola
- Suków
- Zameczek-Kolonia
- Podgajek Wschodni
- Przytyk (DW740)